# Badimia vezdana
Badimia vezdana је врста гљива из породице Pilocarpaceae. Пронађена у Централној Америци, а као нова за науку представљена је 2011. године.